# Asterropteryx spinosa
Asterropteryx spinosa är en fiskart som först beskrevs av Goren, 1981.  Asterropteryx spinosa ingår i släktet Asterropteryx och familjen smörbultsfiskar. Inga underarter finns listade.